# 라 셀레스티나

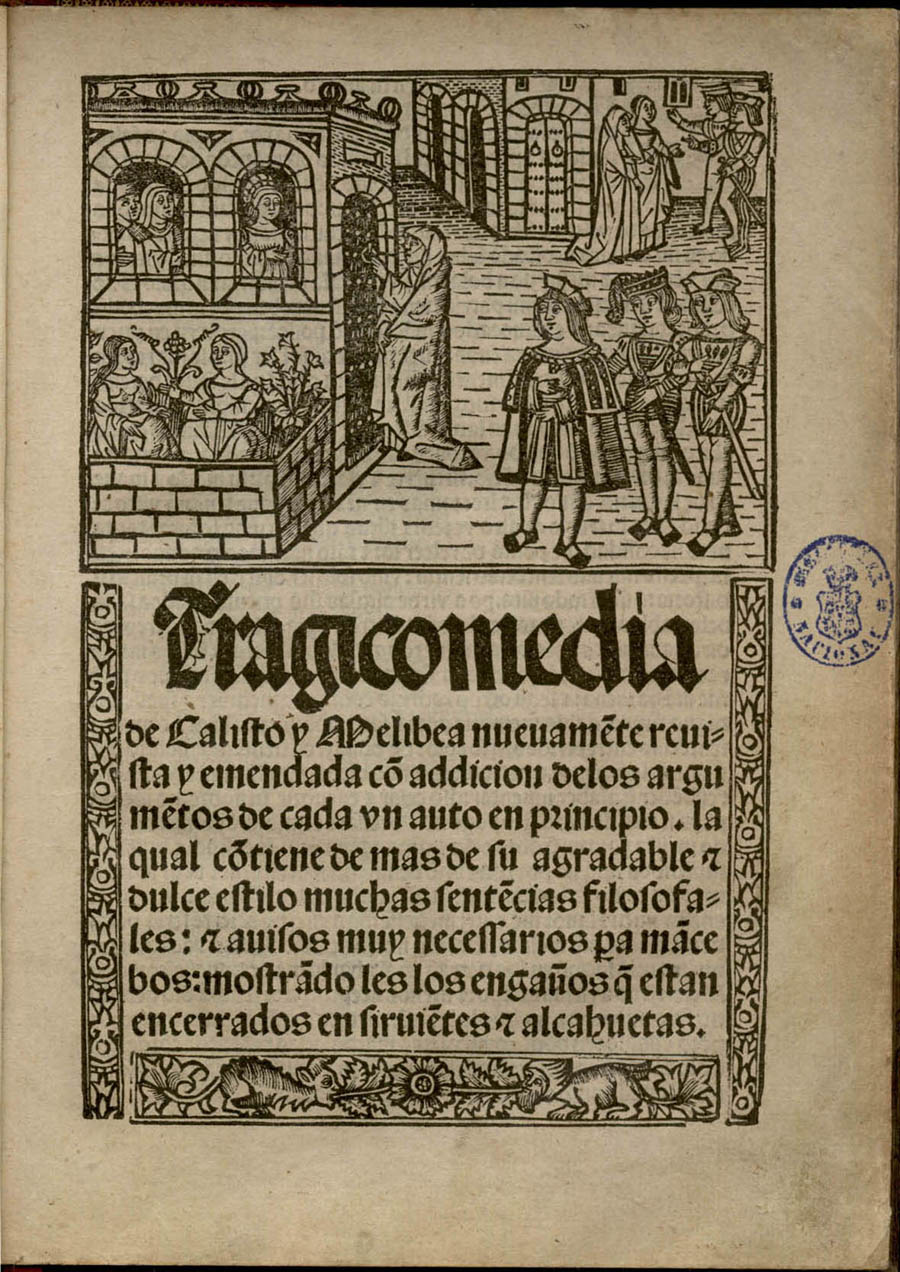

라 셀레스티나(La Celestina, The Comedy of Calisto and Melibea, 현존하는 초판 1499)는 1499년 출판된 다이얼로그 작품이다.
작자는 개종한 유대인 페르난도 데 로하스(?-1541)라고 하며 올바른 제명은 <카리스트와 메리베아의 비희극(悲喜劇)>이다.
줄거리는 메리베아에게 마음을 빼앗긴 카리스트가 간계에 능한 노파 셀레스티나에게 사랑의 청부를 의뢰하여 비극적인 결과를 초래한다는 이야기다. 당시 백성들의 모습을 생생하게 묘사하여 냉엄한 리얼리즘에 의한 최고 걸작으로서 ‘피카레스크 소설’의 원류가 되었다.